# Vikýřovice
Vikýřovice är en ort i Tjeckien.   Den ligger i distriktet Okres Šumperk och regionen Olomouc, i den östra delen av landet, 190 km öster om huvudstaden Prag. Vikýřovice ligger 336 meter över havet och antalet invånare är 2 064.
Terrängen runt Vikýřovice är kuperad åt nordost, men åt sydväst är den platt. Vikýřovice ligger nere i en dal.Runt Vikýřovice är det ganska tätbefolkat, med 80 invånare per kvadratkilometer. Närmaste större samhälle är Šumperk, 3,3 km väster om Vikýřovice. Trakten runt Vikýřovice består till största delen av jordbruksmark.